# Breutelia stuhlmannii
Breutelia stuhlmannii là một loài rêu trong họ Bartramiaceae. Loài này được Broth. mô tả khoa học đầu tiên năm 1894.